# Castel Campo
Castel Campo è un maniero medievale risalente al XII secolo ubicato nel comune di Fiavé, in provincia di Trento.

## Storia

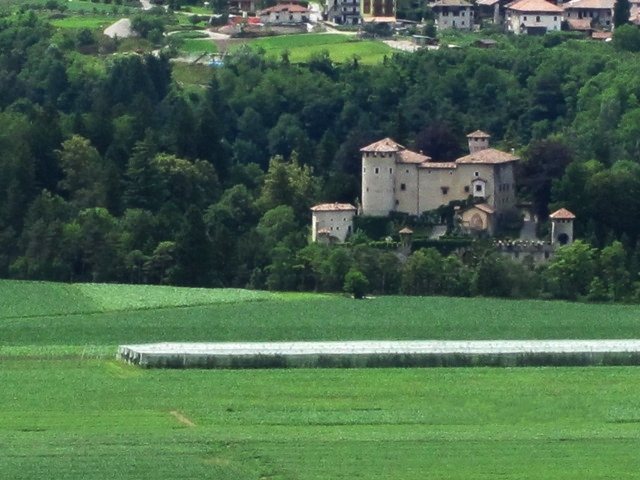
Castel Campo immerso nel panorama trentino

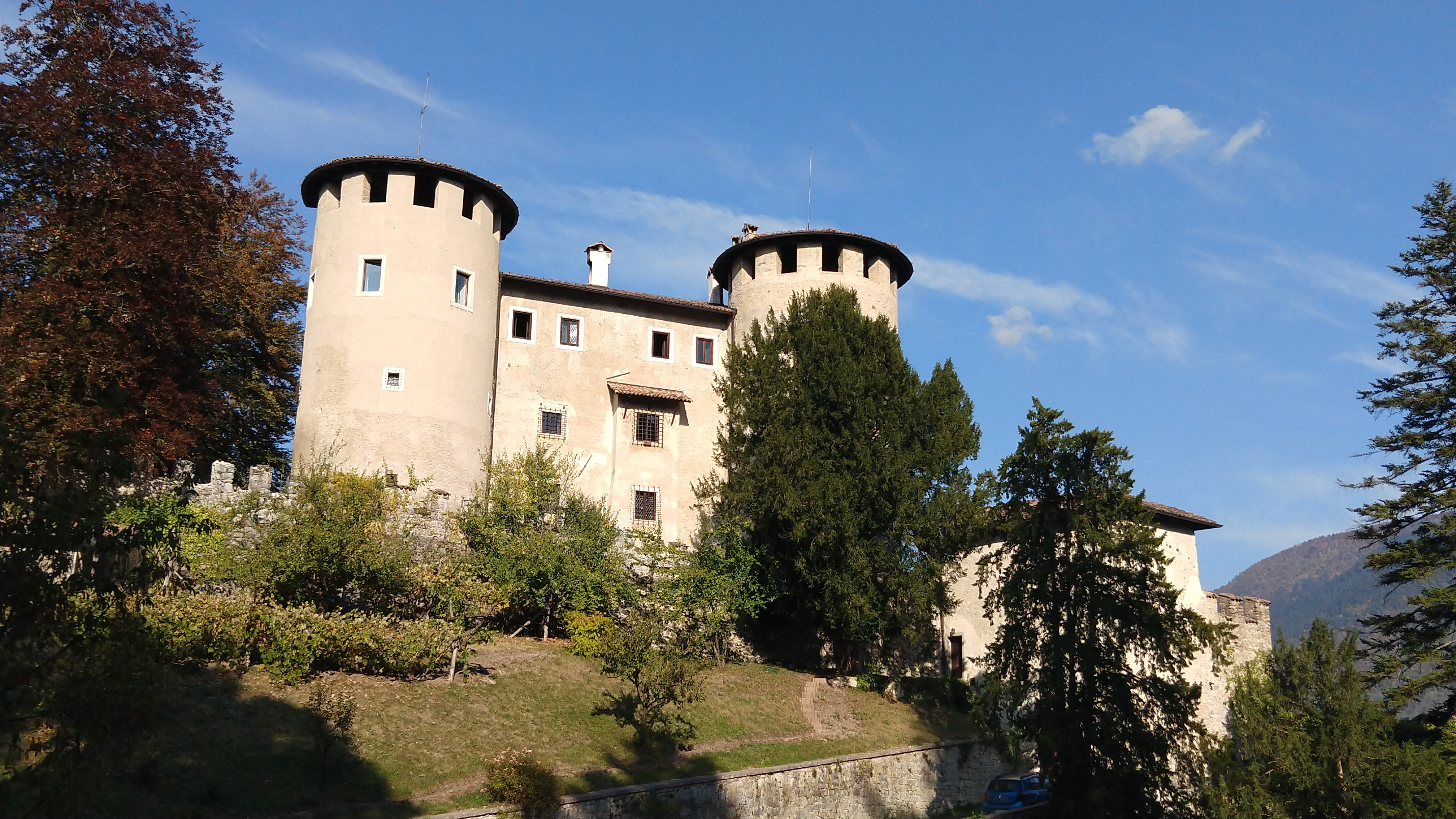
Il mastio visto da sotto

Il castello è citato per la prima volta nel 1163 quando era già feudo della famiglia dei Campo che ottennero poi anche l'investitura di castel Toblino e  castel Merlino.
Nel 1439 a causa delle lotte tra feudatari il castello fu quasi completamente distrutto. Fu ricostruito da Graziadeo da Campo tra il 1444 e il 1457 che chiamò anche i Maestri comacini per creare la decorazione interna ricca di affreschi con scene di caccia. Alla morte di Graziadeo il maniero invece che essere trasmesso al cugino Mattia Galasso come da lui richiesto, fu trattenuto dal vescovo Hack per motivi politici. Nel 1468 i Trapp (celebre famiglia tirolese e trentina, un cui ramo possiede ancora il famoso Castel Coira) furono investiti del feudo di castel Campo che rimase tra i loro possedimenti fino al 1891 quando venne venduto al tedesco Teodor Rautenstrauch. Egli ristrutturò il castello e vi fondò una fiorente azienda agricola.
Dopo la fine della prima guerra mondiale e il passaggio del Trentino all'Italia, Teodor Rautenstrauch fu costretto a lasciare  il castello, che nel 1920 fu poi rilevato dalla nobile famiglia Rasini di Milano che da allora ne è la proprietaria e ottenne il titolo di conte di Castel Campo e i cui membri diedero lustro con le loro azioni al nome del castello (il Conte Giovanni Rasini di Castel Campo fu un celebre mecenate, famoso soprattutto per aver comprato e restaurato la casa natale di Leonardo a Vinci). Cesare Rasini incaricò l'architetto Livio Provasoli di avviarne il restauro, chiamando inoltre il pittore veronese Carlo Donati per affrescarne gli interni nello stile a lui più caro, l'Art Nouveau.
Il castello, pur essendo di proprietà privata, è sede di vari eventi pubblici ed è visitabile su appuntamento.